# Niccolò dell'Abbate

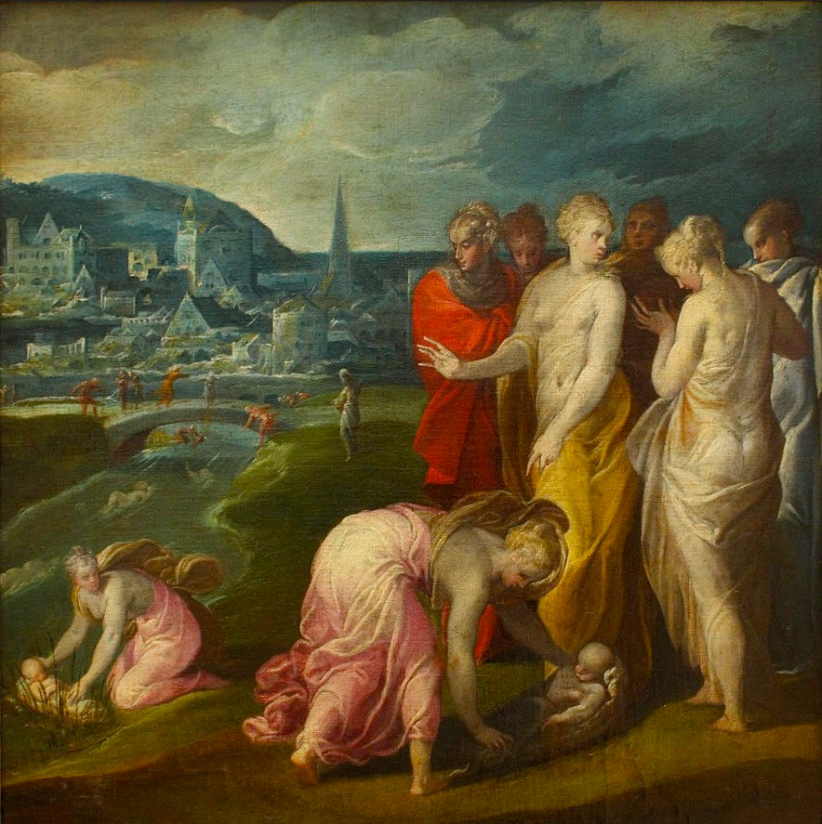
De redding van Mozes uit het water, ca. 1560, Louvre, Parijs

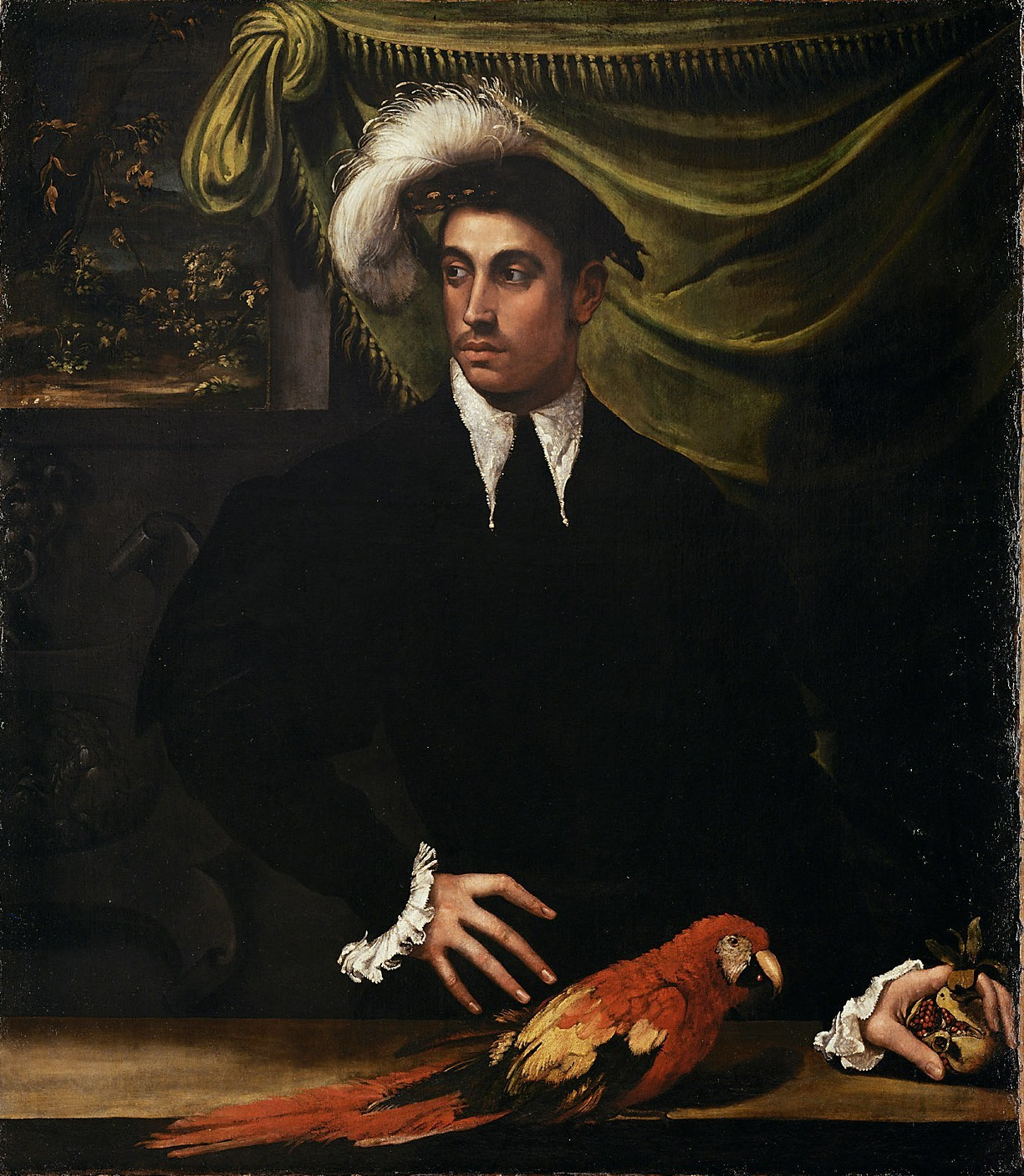
NdellAbateViennaportrait

Niccolò dell'Abbate (ook bekend als Niccolo dell'Abbate of Niccolo Abbati) (Modena, ca. 1509-1512 — Fontainebleau, 1571) was een Italiaans maniëristisch kunstschilder.

## Biografie en werk
Hij volgde eerst zijn opleiding bij zijn vader, de beeldhouwer Giovanni, en vervolgens bij Antonio Begarelli (ca 1499-1565), een Modenese beeldhouwer die zich baseerde op een classicisme geïnspireerd door Raphael en Correggio. Zijn eerste gedocumenteerde werk, in samenwerking met Alberto Fontana, is de decoratie van de Beccherie in Modena uit 1537, waarvan enkele fragmenten bewaard zijn gebleven in de Galleria Estense van de stad.
Later leerde hij schilderkunst onder Giulio Romano en werd beïnvloed door Dosso Dossi, Correggio en Parmigianino. Zijn schilderstijl karakteriseert zich door een zachtheid van belijning en omtrekken en door een vaardige beknoptheid.
In 1552 trok dell'Abbate naar Frankrijk, waar hij als lid van de School van Fontainebleau toonaangevend werd voor de verspreiding van het Italiaanse maniërisme. Men schrijft hem ook de ontwikkeling van de landschapsschilderkunst in Frankrijk toe, aangezien hij een van de eersten was om landschappen te schilderen en tentoon te stellen. Een voorbeeld hiervan is het werk Landschap met Orfeus en Eurydice van ca. 1555 (National Gallery, Londen). Verder zijn ook zijn portretten vermeldenswaard, zoals dat van het Franse koningspaar of Jongeman met papegaai (Kunsthistorisches Museum, Wenen). Andere belangrijke werken zijn bijvoorbeeld De Ingetogenheid van Scipio en De roof van Proserpina (Louvre, Parijs).
Vanaf ca. 1552 tot zijn dood assisteerde hij Primaticcio bij de decoraties in het Kasteel van Fontainebleau.
- Biblioteca Nacional de España: XX1003840
- Bibliothèque nationale de France: cb12269719j (data)
- Gemeinsame Normdatei: 122955986
- International Standard Name Identifier: 0000 0004 1839 3631
- KulturNav: 117b11fd-e977-44c1-964e-ef758abecad2
- Library of Congress Control Number: n85241595
- Nationale bibliotheek van Australië: 35661166
- Nationale Bibliotheek van Israël: 987007275694605171
- Nationale Bibliotheek van Polen: a0000002289421
- Nederlandse Thesaurus van Auteursnamen: 088680487
- RKD-Nederlands Instituut voor Kunstgeschiedenis: 112
- Istituto Centrale per il Catalogo Unico: RAVV035632
- SNAC: w6kd9n7n
- Système universitaire de documentation: 031492665
- Trove: 1031219
- Union List of Artist Names: 500011972
- Virtual International Authority File: 88804962
- WorldCat: E39PBJhhtJHxKfXRKCFfvFCbBP